# Perginae
Perginae – podrodzina błonkówek z rodziny Pergidae.

## Zasięg występowania
Przedstawiciele tej podrodziny występują w krainie australijskiej.

## Systematyka
Do Perginae zalicza się 67 gatunków zgrupowanych w 8 rodzajach:
- Acanthoperga
- Antiperga
- Cerealces
- Paraperga
- Perga
- Pergagrapta
- Pseudoperga
- Xyloperga